# Galerie d'Art contemporain Mohamed-Drissi
La galerie d'Art contemporain Mohamed-Drissi, anciennement le musée d'Art contemporain, est un musée à Tanger, au Maroc, situé dans le bâtiment de l'ancien consulat britannique, près de l'église Saint-André. Le musée a un accent particulier sur la peinture contemporaine marocaine et caractéristiques de l'œuvre d'artistes tels que Chrabia Tallal, Fatima Hassan, Mohamed Kacimi, Abdelkebir Rabia, Fouad Belamine, Louis Riou, Henry Pontoy, Patrice Laurioz  et les Ecoles orientalistes Francaise et Espagnole et d'autres horizons.
Le musée a ouvert en 1986. Après un réaménagement en 2006, le musée a été renommé et rouvert le 12 avril 2007 sous son nom actuel. Il montre surtout des expositions itinérantes.